# Test normalności rozkładu
Test normalności rozkładu (ang. normality test) – rodzaj testu statystycznego, który służy sprawdzeniu, czy analizowane dane pochodzą z rozkładu zbliżonego do normalnego. Tego rodzaju testy wykorzystuje się często po to, aby móc stwierdzić, czy spełnione jest założenie o normalności rozkładu przed wykonaniem testów parametrycznych (np. testu t Studenta dla prób niezależnych, analizy wariancji itd.). Jeżeli założenie o normalności rozkładu nie jest spełnione, badacz nie może użyć testu parametrycznego i zmuszony jest posłużyć się testem nieparametrycznym (przykładowo dla testu t Studenta dla prób niezależnych nieparametrycznym odpowiednikiem jest test U Manna-Whitneya).
Przykładowe testy badające normalność rozkładu:
- testy oparte na statystykach pozycyjnych z próby:
  - test Shapira-Wilka
  - test Shapira-Francii

- testy oparte na dystrybuancie empirycznej:
  - test Andersona-Darlinga
  - test Craméra-von Misesa
  - test Kołmogorowa-Smirnowa
  - test Lillieforsa

- testy oparte na momentach z próby:
  - test Jarque’a-Bery
  - test d'Agostina-Pearsona

- inne testy:
  - test chi-kwadrat
  - gładki test „data-driven” Neymana